# Mieczysław Szostak
Mieczysław Szostak (ur. 1946) – polski ekonomista, chargé d’affaires RP przy OECD (1996–1997).

## Życiorys
Absolwent studiów na Wydziale Handlu Zagranicznego Szkoły Głównej Planowania i Statystyki. Doktor nauk ekonomicznych. Zawodowo związany ze Szkołą Główną Handlową w Warszawie, gdzie wykładał w Instytucie Międzynarodowych Stosunków Gospodarczych Kolegium Gospodarki Światowej. Był prodziekanem KGŚ.
Do grudnia 1981 należał do Polskiej Zjednoczonej Partii Robotniczej. W 1990 był doradcą Leszka Balcerowicza. W 1991 został pierwszym polskim dyplomatą akredytowanym przy Organizacji Współpracy Gospodarczej i Rozwoju w Paryżu, reprezentując Polskę jako chargé d’affaires (1996–1997). Był najważniejszym negocjatorem po stronie Polski przed przystąpieniem do organizacji. Następnie do grudnia 1998 pełnił funkcję dyrektora Departamentu Polityki Finansowej i Analiz Ministerstwa Finansów.
Jego zainteresowania naukowe obejmują: ekonomię i politykę gospodarczą krajów rozwijających się oraz międzynarodowe stosunki gospodarcze.